# Văn miếu Diên Khánh
Văn miếu Diên Khánh là một công trình văn miếu tại khóm Phú Lộc Tây, thị trấn Diên Khánh, huyện Diên Khánh, tỉnh Khánh Hòa. Được xây dựng theo truyền thống nho giáo, nhằm ghi nhận công lao của những người có tài, học giỏi, đã được đỗ đạt .

## Xây dựng và Trùng tu
Năm 1803, vua Gia Long ra chỉ dụ lập Văn Miếu tại xã Phú Lộc, huyện Hoà Châu - thị trấn Bình Hoà, nay thuộc khóm Phú Lộc Tây - thị trấn Diên Khánh - tỉnh Khánh Hoà. Tuy nhiên, do lũ lụt, lở đất nên được duy chuyển đến vị trí khác và từ năm 1853 Văn Miếu mới được xây dựng với quy mô lớn và đến năm sau thì cơ bản hoàn thành.
Phía trước Văn Miếu có nhà bi đình, chính giữa có tòa tiền đường và chánh đường cao rộng, làm bằng gỗ xây tường gạch bao, các cột kèo được chạm trổ sơn son thếp vàng đẹp đẽ, uy nghiêm.
Khu Văn Miếu đã trải qua bốn lần tu bổ vào các năm 1892, 1904, 1941. Năm 1948, Văn miếu bị Việt Minh đốt trụi trong chiến dịch "Tiêu thổ Kháng chiến". Đến năm 1959 được phục dựng lại tại vị trí mới.
Hiện tại, Văn Miếu chỉ còn giữ được 2 tấm bia đá thời Tự Đức 11 (1858) giúp ta hiểu biết hơn về lịch sử, văn hoá, sinh hoạt của nhân dân Khánh Hoà và quá trình hoàn thiện khu Văn Miếu năm 1854. Ngoài ra còn có một Bài minh ở Bái Đường nói rõ hơn về sự đỗ đạt của các vị văn võ, khoa bảng, hào mục, chức sắc và các học sinh địa phương từ đầu triều Nguyễn đến thời Tự Đức.